# Arietellus bispinatus
Arietellus bispinatus is een eenoogkreeftjessoort uit de familie van de Arietellidae. De wetenschappelijke naam van de soort is voor het eerst geldig gepubliceerd in 1929 door Rose.